# Anoplolepis gracilipes
La hormiga loca u hormiga zancona (Anoplolepis gracilipes) es una especie de hormiga de la subfamilia Formicinae, comúnmente amarilla, asociada al ser humano como modificadora del ambiente, ya sean áreas agrícolas o zonas urbanas. En algunas islas tropicales incluida la isla de Navidad, ha adquirido grandes densidades, afectando a algunas poblaciones de invertebrados y vertebrados nativos, especialmente algunos pájaros. En algunos casos, ha resultado en el cambio de composición forestal y la disminución de los ciclos nutritivos, esto afecta la fauna nativa por la competencia de los recursos de comida. Al mermar la biodiversidad, indirectamente amenaza los sectores turísticos. Esta relación con varios insectos productores de miel, afecta la flora nativa y causa daños significativos a las plantas y pérdidas económicas en sistemas agrícolas.
Está incluida en la lista 100 de las especies exóticas invasoras más dañinas del mundo de la Unión Internacional para la Conservación de la Naturaleza.

## Descripción
Es una de las hormigas invasoras de mayor tamaño ya que llegan a medir más de 5mm (las hormigas invasoras normalmente miden de uno a dos milímetros como máximo). Esta especie también es reconocida por sus largas patas y antenas, las obreras son monomórficas. Tienen un largo y esbelto cuerpo. Pueden matar o someter presas invertebradas o pequeños vertebrados rociando un ácido.

## Hábitat
Se encuentran en áreas agrícolas, bosques naturales, bosques plantados, maleza-arbustos-pastos, áreas urbanas, cursos de agua, áreas costeras.
Las hormigas invasoras son conocidas por invadir hábitats como áreas urbanas, campos agrícolas, límites de los bosques.
La habilidad de la hormiga loca de vivir en áreas habitadas por los humanos, se ha convertido en una seria peste, en muchos casas y edificios, también es conocida por colonizar varios sistemas agrícolas incluidos. El cultivo de canela, de café y plantaciones de coco. En regiones agrícolas es fácil encontrar su nido en la base o en la corona del cultivo de las plantas.
Los requerimientos de los nidos de las hormigas, son generales, se pueden ubicar debajo de hojas en descomposición o en grietas o hendiduras.
Aunque la hormiga loca amarilla típicamente hace los nidos bajo las hojas en descomposición, o en agujeros en la tierra, su habilidad para buscar alimento, a lo largo del día y la noche y sobre una gran variedad de temperaturas le permite invadir rápidamente ecosistemas. Temperaturas superiores a 44° detiene el trabajo de las obreras. La actividad empieza a declinar a los 25 °C y el forrajeo puede ser limitado por la lluvia.

## Distribución geográfica
Esta hormiga, al ser pobremente estudiada no tiene un sitio nativo conocido con certeza. Puede haber sido originada en Asia o África. 
Ha sido introducida en algunas partes de África, Asia, Australia y Sudamérica, aunque últimamente se están localizando en la zona sur de España. Ha sido introducida en algunas islas del Caribe, islas del océano Índico e islas del océano Pacífico. Se ha diseminado transportada por el suelo y la producción de madera, por el aire en avión. Transportada en material empaquetado y madera. Transportada en vehículos, maquinaria, botas, aviones. Transportada en contenedores. Además de introducciones deliberadas de control biológico de plantas apestadas de coco, café y plantaciones de cacao.

## Reproducción
Las colonias son en forma de polígono. Se producen obreras constantemente a lo largo del año. La descendencia sexual puede ocurrir a lo largo del año, pero generalmente se produce estacionalmente.

## Ciclo vital
La vida de una de estas hormigas está estimada entre 76 a 84 días. Los huevos eclosionan entre 18 a 20 días y el desarrollo de la larva de las obreras es de 16 a 20 días, mientras que el desarrollo de las reinas es de 30 a 34 días.

## Métodos de dispersión local
La proporción de propagación natural es baja. Solamente por la separación, dependen en gran medida de los medios humanos.

## Programa de prevención de las hormigas del Pacífico
Es una propuesta preparada por la protección, organización de las plantas del Pacífico con el fin de prevenir la red importada de la hormiga de fuego y otras especies de hormigas invasoras sobre los países del Pacífico.
Los principales tóxicos de los cebos de hormigas actúan bastante rápido lo que puede provocar que acaben muy rápido con las obreras y no alcancen a distribuir el veneno por la colonia. Estos han sido distribuidos por helicóptero en la isla de Navidad.
Tiene una amplia dieta, característica de las hormigas invasoras. Es capaz de obtener nutrientes de varios recursos incluidos granos, semillas, artrópodos, vegetación en descomposición, isópodos, miriápodos, moluscos, arácnidos y cangrejos de tierra.